# Магдалина Міневська
Магдалина Міневська (англ. Magdalina Minevska; нар. 02 грудня 2005, Софія, Болгарія) — болгарська гімнастка, що виступає в груповій першості. Чемпіонка Європи в командній та груповій першості.
З 2024 року перейшла в групові вправи.

## Результати на турнірах
| Рік  | Змагання         | Команда | ГП | 5 | 3 + 2 |
| ---- | ---------------- | ------- | -- | - | ----- |
| 2024 | Чемпіонат Європи | 1       | 1  | 4 | 8     |
| 2024 | Олімпійські ігри |         | 4  |   |       |